# Banket (hudební skupina)
Banket byla slovenská hudební skupina působící v letech 1984–1991. Její hlavní osobností byl zpěvák Richard Müller. Patřila mezi průkopníky syntetizátorové elektronické hudby v Československu.
První veřejné vystoupení Banket absolvoval v roce 1984 na Bratislavské lyře s písní „Nespoznaný“, kterou spolu (v tehdy ještě nestabilní sestavě skupiny) s Müllerem nahráli Martin Karvaš a Laco Lučenič. V roce 1989 tuto soutěž vyhráli se skladbou „Aj ty!“. Se skupinou Banket spolupracoval i bubeník Dušan Hájek (Prúdy, Collegium Musicum, Modus, Limit), kytarista Andrej Šeban i Vašo Patejdl (autor skladby „Po schodoch“, jednoho z největších hitů skupiny).
Mnohé nejznámější a typicky „elektronické“ hity Banketu vznikly v letech 1984–1985 a nebyly zařazeny na konvenčnější album Bioelektrovízia (1986). Poprvé vyšly až na výběrovém albu Banket ’84–’91 z roku 1991, ale stále ne všechny.

## Diskografie

### Studiová alba
- 1985 – 001 (Součást boxeta Richarda Müllera „Všetko“)
- 1986 – Bioelektrovízia (debutové album)
- 1988 – Up the Stairs (anglická verze debutového alba)
- 1988 – Druhá doba?!
- 1990 – Vpred?
- 1997 – Biobonus (Součást boxeta Richarda Müllera „Všetko“)

### Kompilace
- 1998 – Banket ’84–’91 (výběrové dvojalbum, na kterém se nachází i některé do té doby nevydané skladby)
- 2005 – Gold

### Nejznámější skladby
- „Nespoznaný“ (1984)
- „Dva metre v hubertuse“ (1984)
- „Prečo vy, ľudia 20. storočia, máte vždy zachmúrené obočia?“ (1985)
- „Štrbina možnej lásky v grafikone nesmelého muža“ (1985)
- „Praveký manekýn“ (1985)
- „Basketbal alebo ja“ (1985)
- „Po schodoch“ (1986)
- „Tlaková níž“ (1986)
- „Bioelektrovízia“ (1986)
- „Salieri“ (1986)
- „Slon v porceláne“ (1986)
- „Nezavadzaj“ (1986)
- „Plesový marš“ (1988)
- „Slovenské tango“ (1988)
- „Bytové jadro problému“ (1988)
- „Nález na svedomí“ (1988)
- „Slaďák“ (1988)
- „Slúžiť ti chcem“ (1990)
- „Aj ty!“ (1990)